# Gustáv Husák

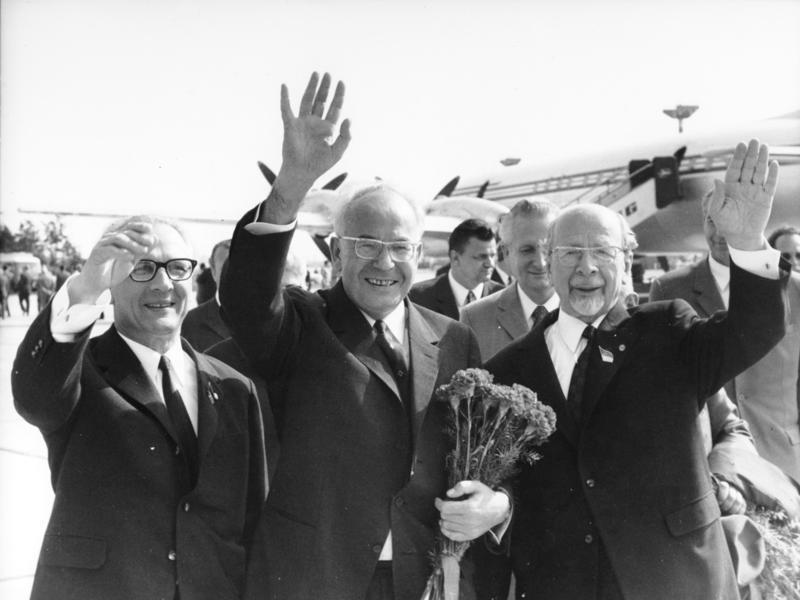
Gustáv Husák (în mijloc), într-o vizită efectuată în anul 1971 în RDG. Walter Ulbricht și Erich Honecker apar, de asemenea, în imagine.

Gustáv Husák (pronunție în slovacă [ˈɡustaːu̯ ˈɦusaːk]; engleză /ˈɡuːstɑːv ˈhuːsɑːk/, /-æk/; n. 10 ianuarie 1913, Dúbravka⁠(d), Austro-Ungaria – d. 18 noiembrie 1991, Bratislava, Cehoslovacia) a fost un om politic slovac, ce a îndeplinit funcțiile de secretar general al Partidului Comunist din Cehoslovacia (1969-1987) și de președinte al Cehoslovaciei (1975-1989). Perioada sa de conducere este cunoscută ca perioada de așa-zisă „Normalizare”, ce a urmat după Primăvara de la Praga.

## Primii ani
Gustáv Husák s-a născut ca fiu al unui muncitor șomer din localitatea Pozsonyhidegkút, comitatul Pojon, Regatul Ungariei, Austro-Ungaria (localitatea face parte acum din Bratislava (Slovacia), sub numele de Dúbravka). El s-a alăturat Uniunii Tineretului Comunist la vârsta de șaisprezece ani, în timp ce era elev la un gimnaziu din Bratislava. În 1933, când și-a început studiile la Facultatea de Drept a Universității Comenius din Bratislava, a aderat la Partidul Comunist din Cehoslovacia (KSČ), care a fost interzis din 1938 până în 1945. În timpul celui de-al Doilea Război Mondial a fost arestat periodic de guvernul slovac al lui Jozef Tiso pentru activități comuniste și a fost unul dintre conducătorii Revoltei Naționale Slovace din 1944 împotriva Germaniei Naziste și a lui Tiso. Husák a fost membru al Prezidiului Consiliului Național Slovac în perioada 1-5 septembrie 1944.
După război, el a început o carieră de funcționar al guvernului din Slovacia și de activist politic de rang înalt în Cehoslovacia. În perioada 1946-1950 el a acționat ca un cvasi-prim-ministru al Slovaciei și, ca atare, a contribuit puternic la lichidarea Partidului Democrat din Slovacia. Acel partid obținuse 62% din voturi la alegerile din Slovacia din 1946, întârziind astfel timp de doi ani preluarea puterii de către comuniști în Cehoslovacia. 
În 1950 a căzut victimă epurărilor staliniste ale conducerii partidului și a fost condamnat la închisoare pe viață, fiind închis din 1954 până în 1960 în Închisoarea Leopoldov. Comunist convins, el a privit întotdeauna detenția sa ca o gravă neînțelegere, după cum a subliniat periodic în mai multe scrisori de apel adresate conducerii partidului. Este bine cunoscut faptul că liderul partidului și președintele Antonín Novotný a refuzat în mod repetat să-l ierte pe Husák, asigurându-i pe camarazii săi că „nu știu ce e în stare să facă dacă ajunge la putere”.
Ca parte a procesului de destalinizare inițiat în Cehoslovacia, condamnarea lui Husák a fost anulată și în 1963 i s-a redat calitatea de membru de partid. În 1967, el a devenit un critic al conducerii neo-staliniste a partidului și a lui Novotný. În aprilie 1968, în timpul Primăverii de la Praga ce a avut loc sub conducerea noului lider al partidului și coleg slovac Alexander Dubček, Husák a devenit viceprim-ministru al Cehoslovaciei, responsabil pentru supravegherea reformelor în Slovacia.

## Conducător al Cehoslovaciei
Pe măsură ce Uniune Sovietică a devenit tot mai alarmată cu privire la reformele liberale ale lui Dubček din 1968 (Primăvara de la Praga), Husák a început să solicite conducerii partidului să manifeste prudență. După ce sovieticii au invadat Cehoslovacia în luna august, el a participat la negocierile cehoslovaco-sovietice de la Moscova dintre ostaticul Dubček și Leonid Brejnev, el a devenit brusc un lider al membrilor de partid care cereau anularea reformelor lui Dubček. Un exemplu al pragmatismului său a fost dat într-unul din discursurile oficiale ținute în Slovacia după evenimentele din 1968, în care a pus o întrebare retorică, întrebându-i pe oponenții săi (susținători ai opoziției împotriva Uniunii Sovietice) unde se așteptau să-i găsească pe acei „prieteni” ai Cehoslovaciei (țări din Europa) care ar veni să sprijine țara (împotriva trupelor sovietice). 
Susținut de Moscova, el a fost numit conducător al Partidului Comunist din Slovacia în august 1968 și i-a succedat lui Dubček ca prim-secretar (titlu schimbat  în cel de secretar general în 1971) al Partidului Comunist din Cehoslovacia în aprilie 1969. El a anulat reformele lui Dubček și a epurat partidul de membrii său liberali în perioada 1969-1971. În 1975, Husák a fost ales președinte al Cehoslovaciei. În timpul celor două decenii de conducere ale lui Husák, Cehoslovacia a devenit unul dintre cei mai loiali aliați ai Moscovei. 
În primii ani de după invazie, Husák a reușit să liniștească populația civilă revoltată prin asigurarea unui nivel de trai relativ satisfăcător și evitarea represaliilor politice cum a fost cazul celor din anii 1950. Regimul său nu a fost o revenire completă la stalinismul cu mână forte, care a prevalat în timpul primelor 20 de ani de regim comunist în țară. În același timp, drepturile populației au fost mai restrânse decât în Ungaria lui János Kadar și Iugoslavia lui Iosip Broz Tito. Într-adevăr, nivelul de represiune s-a apropiat de cel existent în Germania de Est a lui Erich Honecker și chiar în România lui Nicolae Ceaușescu. Sub masca aparentă a unei stabilități de zi cu zi, a existat o permanentă campanie de represiune derulată de către poliția secretă (StB) îndreptată împotriva disidenților ce au format mai târziu Carta 77, precum și împotriva a sute de indivizi necunoscuți care au devenit întâmplător ținte ale acțiunilor preventive ale StB. Represiunea s-a intensificat de-a lungul anilor pe măsură ce Husák a devenit tot mai conservator.
La începutul anilor 1970, Husák a permis celor care au fost epurați în urma Primăverii de la Praga să se alăture partidului. Cu toate acestea, ei au fost obligați să se distanțeze public de „erorile” pe care le-au comis.
A doua parte a mandatului lui Husák a fost percepută ca o luptă în cadrul Biroului Politic cu privire la adoptarea sau nu a stilului reformist de conducere de tip Gorbaciov. În timp ce conservatorii, conduși de Vasil Bilak, se opuneau oricărei restructurări, moderații conduși de prim-ministrul Lubomir Strougal erau susținători puternici ai reformelor. Husak a rămas neutră până în aprilie 1987, când a anunțat fără prea mare dorință un program de reforme programat să înceapă în 1991.
Mai târziu în același an, cu toate acestea, Husák a cedat postul de secretar general lui Miloš Jakeš, ca răspuns la dorința liderilor mai tineri (Jakeš și Ladislav Adamec) de a ajunge la putere.
La 24 noiembrie 1989, întregul Prezidiu al Partidului Comunist, inclusiv Husák, a demisionat. Partidul a abandonat oficial puterea patru zile mai târziu. Husák a rămas în funcția de președinte al Cehoslovaciei până la 10 decembrie 1989, când a fost nevoit să numească primul guvern necomunist de după mai bine de 40 de ani. El a demisionat la doar câteva ore după ce a prezidat încheierea oficială a regimului, pe care-l crease. Într-o încercare disperată de a-și reabilita imaginea înainte de primele alegeri libere din ultimii 44 de ani, Partidul Comunist l-a exclus în februarie 1990. El a murit, aproape uitat, în 18 noiembrie 1991.
Există încă unele întrebări despre responsabilitatea morală a lui Husák pentru ultimele două decenii de administrație comunistă din Cehoslovacia. După prăbușirea regimului, Husák a continuat să susțină că el a încercat doar să reducă urmările invaziei sovietice din 1968 și a trebuit să reziste în mod constant la presiunea exercitată de liderii conservatori staliniști precum Bilak, Alois Indra și alții. Este adevărat că la începutul anilor 1970 a insistat personal pentru o retragere anticipată a trupelor sovietice de pe teritoriul Cehoslovaciei, care nu a avut loc până în 1991; acest lucru poate fi atribuit încercărilor lui pragmatice de a-și ușura situația și de a da impresia că lucrurile evoluau spre „normalitate”. 
Cu toate acestea, există multe fapte incontestabile care dovedesc contribuția sa personală la politica regimului. În calitate de secretar general al Partidului, el a controlat aparatul represiv al statului. Există multe cazuri documentate de apeluri făcute de persoane persecutate politic, dar aproape nici unul dintre ele nu a ajuns în atenția lui Husák. Pe măsură ce starea de degradare a societății cehoslovace a devenit tot mai evidentă în anii 1980, Husák a devenit o marionetă tot mai lipsită de puteri pe plan politic. 
Lui Gustáv Husák i s-a acordat titlul de Erou al Uniunii Sovietice la 9 ianuarie 1983.

## Funcții
Partidul Comunist din Cehoslovacia/KSČ (interzis în 1938, dizolvat în perioada 1939-1945)
- 1933-1938/1939 și decembrie 1989 - februarie 1990: simplu membru
- în primăvara anului 1945: membru al Comitetului Central Provizoriu (stabilit în părțile Cehoslovaciei ce fuseseră eliberate de către Armata Roșie)
- 1949-1951 și 31 august 1968 - decembrie 1989: membru al Comitetului Central
- 31 august 1968 - decembrie 1989: membru al Prezidiului Comitetului Central
- aprilie 1969 -? 1987: unul dintre secretarii Prezidiului
- aprilie 1969 - 1987: conducător al partidului (prim-secretar și, din 1971, secretar general al Comitetului Central al Partidului Comunist din Cehoslovacia)
- 17 decembrie 1987: a demisionat din funcția de conducător al partidului (înlocuit de Miloš Jakeš)

Partidul Comunist din Slovacia/KSS (ilegal în perioada 1939-1944/1945)
- 1939-1945: unul dintre liderii acestuia
- 1943-1944: membru al celui de-al 5-lea Comitet Central
- 1944-1950 și 1968-1971: membru al Comitetului Central și (cu excepția perioadei 1970-1971) membru al Prezidiului și (cu excepția perioadei 1944-1948) unul dintre secretarii Prezidiului
- 1944-1945: vicepreședinte
- 28 august 1968 - 1969: conducător al partidului („prim-secretar”)

Consiliul Național Slovac (Slovenská národná rada) (un guvern al Rezistenței în timpul celui de-al Doilea Război Mondial, iar din 1968 parlament al Slovaciei)
- 1943-1944: unul dintre principalii săi organizatori
- 1944-1950 și decembrie 1968 - 1971: secretar adjunct
- 1944-1950: membru al Prezidiului
- 1944-1945: vicepreședinte

Consiliul Comisarilor (Zbor povereníkov) (un cvasi-guvern responsabil pentru Slovacia)
- 1944-1945: comisar cu afacerile interne
- 1945-1946: comisar cu transportul și tehnologia din Slovacia
- 1946-1950: președinte al Consiliului Comisarilor, în care calitate a contribuit la desființarea Partidului Democrat din Slovacia de către comuniști (1947-1948)
- 1948-1950: comisar pentru agricultură și reformă agrară în Slovacia
- 1949-1950: comisar pentru alimentație în Slovacia

Parlamentul Cehoslovaciei (numit Adunarea Națională și din 1968 Adunarea Federală)
- 1945-1951 și 1968-1975: deputat
- 1969-1975: membru al Prezidiului

Guvernul Cehoslovaciei
- aprilie–decembrie 1968: viceprim-ministru al guvernului cehoslovac în timpul Primăverii de la Praga

Președinte al Cehoslovaciei
- 1975-1989: președinte al Cehoslovaciei
- 10 decembrie 1989: a demisionat din funcția de președinte al Cehoslovaciei în timpul Revoluției de Catifea

## Alte date importante
- 1929-1932: membru al Uniunii Tineretului Comunist (interzisă în 1932)
- 1933-1937: studii la Facultatea de Drept a Universității Comenius din Bratislava,
- 1938 a primit titlul de doctor (în drept) și a început să lucreze ca avocat la Bratislava
- 1936-1938: membru al Uniunii Tineretului Slovac (fondator în 1936 și secretar)
- 1937-1938 vicepreședinte al Uniunii Studenților Slovaci și secretar al Asociației pentru Cooperare Economică și Culturală cu Uniunea Sovietică
- 1940-1944: închis, de patru ori, de guvernul lui Jozef Tiso pentru activități comuniste ilegale
- 1943-1944: membru al celui de-al 5-lea Comitet Central al Partidului Comunist din Cehoslovacia, unul dintre principalii organizatori ai Revoltei Naționale Slovace antinaziste (1944) și ai organului său de conducere, Consiliul Național Slovac
- 1944 - februarie 1945: a fugit la Moscova, după înfrângerea Revoltei Naționale Slovace
- 1950: acuzat de „naționalism burghez” cu privire la Slovacia (vezi Istoria Cehoslovaciei)
- 1951: arestat
- 1954: condamnat la închisoare pe viață
- 1954-1960: închis
- 1960: a fost eliberat condiționat, printr-o amnistie
- 1963: condamnarea lui a fost anulată, i s-a redat calitatea de membru de partid și a fost reabilitat
- 1963-1968: funcționar științific la Institutul de Științe Juridice din cadrul Academiei Slovace de Științe
- aprilie 1969 - ? 1989: comandant-șef al Miliției Populare
- ianuarie 1971 - ? 1989: președinte și membru al Prezidiului Comitetului Central al Frontului Național

## Distincții
- Ordinul „Victoria Socialismului” (9 ianuarie 1988) „pentru contribuția deosebită adusă la dezvoltarea relațiilor de prietenie și colaborare dintre Republica Socialistă România și Republica Socialistă Cehoslovacă, la promovarea cauzei generale a socialismului, păcii și colaborării internaționale, cu prilejul împlinirii vîrstei de 75 de ani”[11]